# Tadarida insignis
Tadarida teniotis là một loài động vật có vú trong họ Dơi thò đuôi, bộ Dơi. Loài này được Blyth mô tả năm 1862.

## Hình ảnh

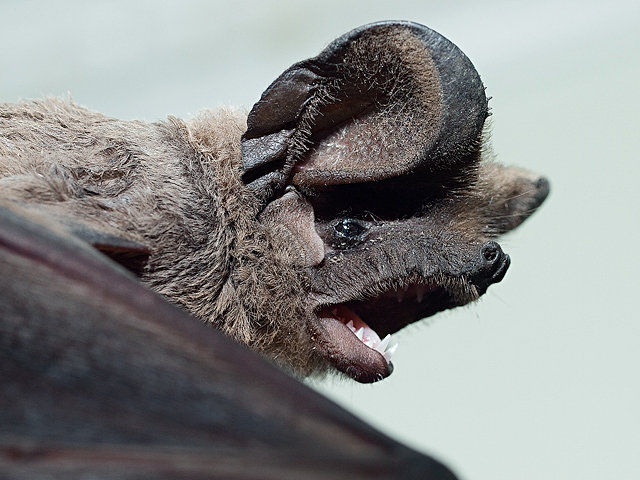
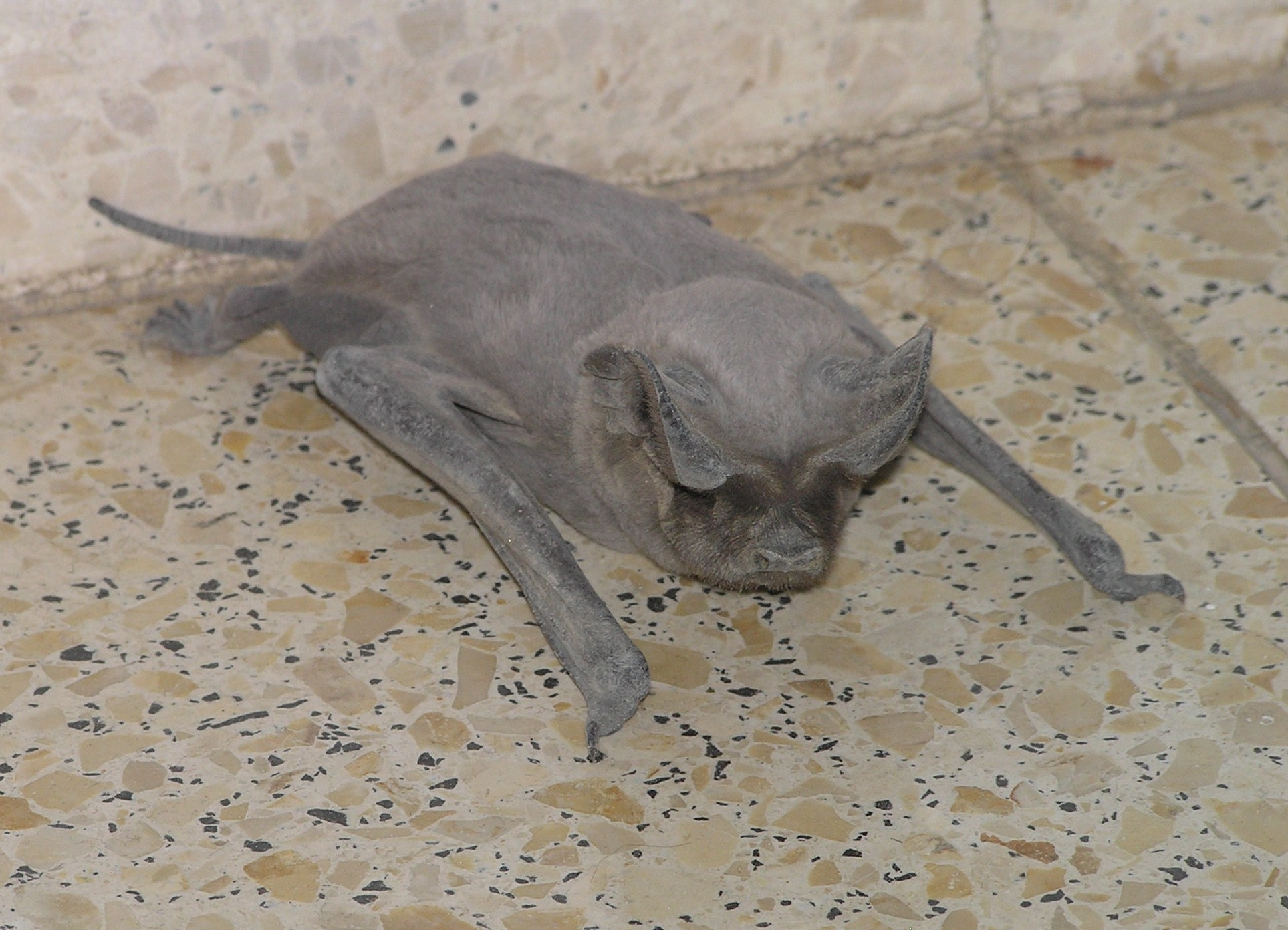
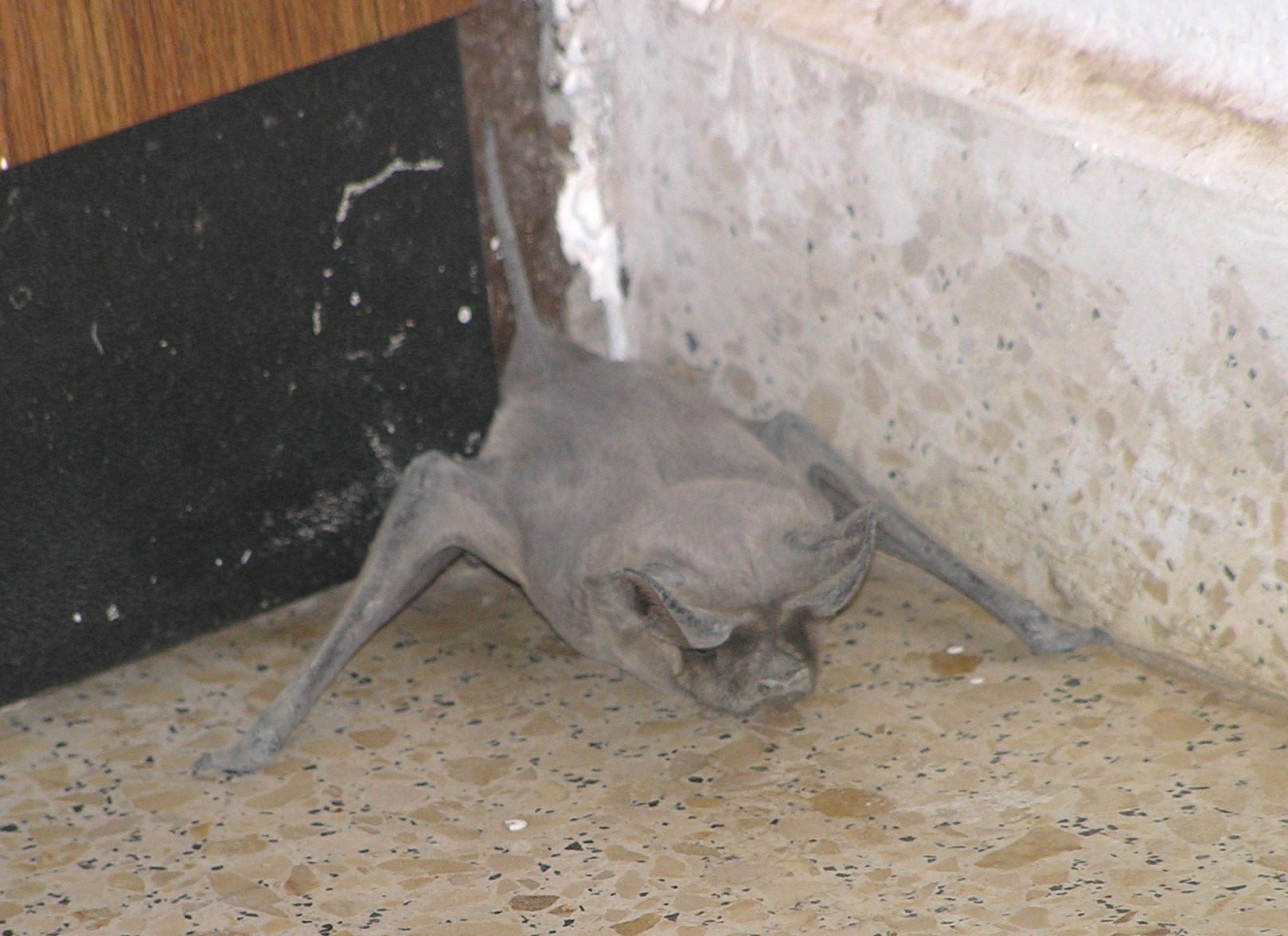
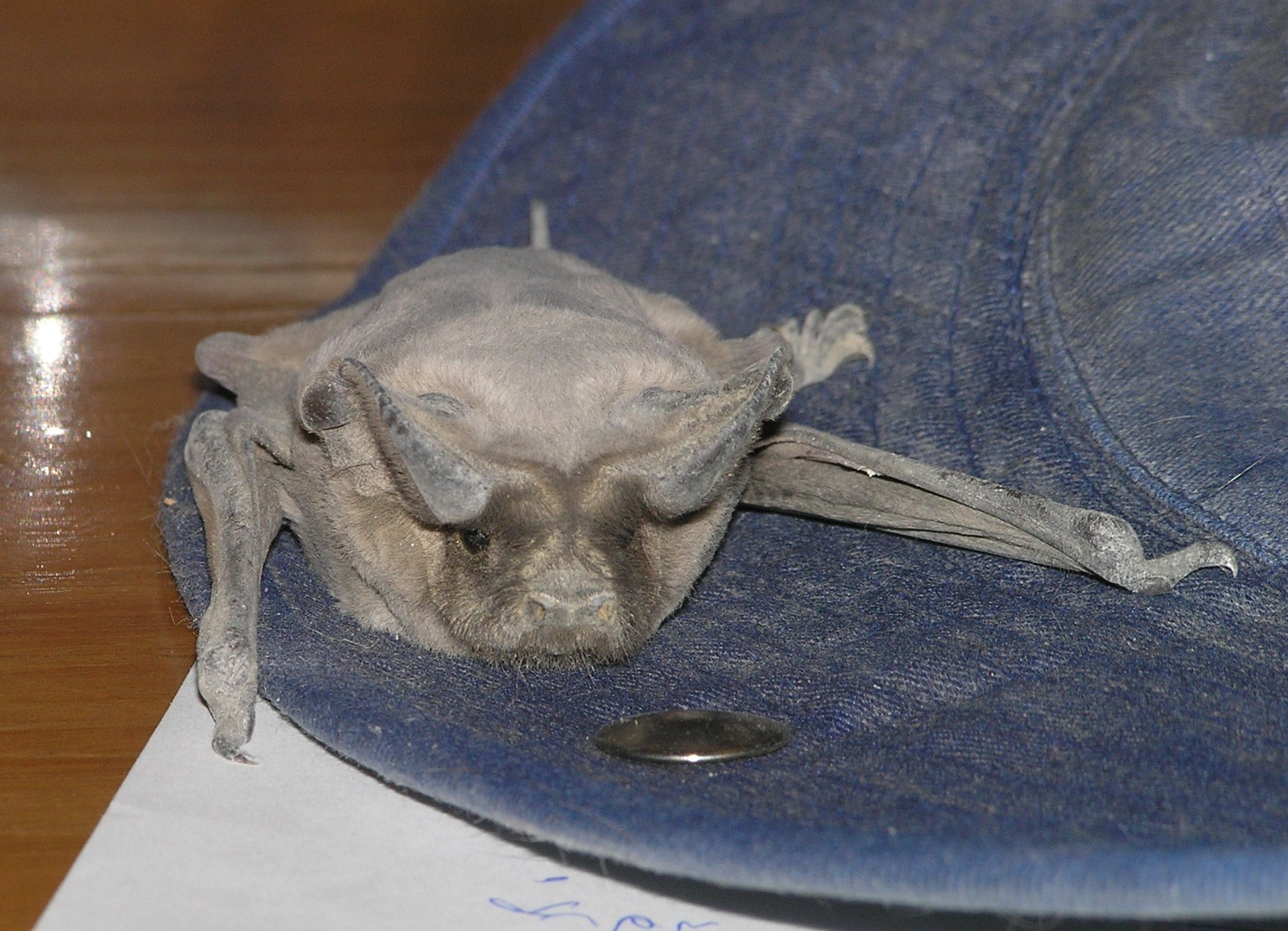